# Рино, Джэнет Вуд
Джэнет Вуд Рино (англ. Janet Wood Reno; 21 июля 1938, Майами, Флорида, США — 7 ноября 2016, там же) — американский государственный деятель, адвокат, член Демократической партии. Генеральный прокурор США в 1993—2001 годах. Первая женщина на этой должности. Назначена на пост Генерального прокурора США в 1993 году президентом Биллом Клинтоном. Занимала пост до 2001 года, став вторым по длительности пребывания на посту Генеральным прокурором США после Уильяма Вирта.

## Семья
Родилась в семье датского эмигранта, кроме неё в семье было ещё трое детей. Отец Генри Рено, до приезда в США носивший фамилию Расмуссен, на протяжении 43 лет работал полицейским репортёром в газете Miami Herald, мать занималась расследовательской журналистикой. В семье были трое младших братьев и сестер.

## Образование
Посещала среднюю школу в Корал-Гейблс, затем поступила в Корнеллский университет в штате Нью-Йорк, где изучала химию и возглавляла Ассоциацию женского самоуправления. В 1963 году окончила Школу права Гарвардского университета с присуждением степени бакалавра права, была одной из 16 девушек в группе из 500 студентов.

## Карьера
На протяжении последующих 15 лет работала во Флориде, как в частных юридических фирмах, так и на государственной службе. С 1963 по 1971 г. работала адвокатом в двух юридических фирмах Майами. В 1971 г. была принята на работу в Палату представителей Флориды, где до 1973 года являлась директором по персоналу Юридического комитета. С 1973 г. работала в прокуратуре округа Майами-Дейд, а с 1976 г. стала партнером в частной юридической фирме Steel, Hector & Davis.
В 1978—1993 гг. занимала должность государственного прокурора округа Дейд во Флориде. Она стала первой женщиной, занявшей подобный пост в штате. На этом посту она привлекла к себе наибольшее внимание решительными мерами по борьбе с сексуальными преступлениями против малолетних. Впервые ввела в юридической практику противоречивую технику для выяснения интимных подробностей у маленьких детей и инициировалаа принятие закона, позволяющего им давать показания по замкнутому контуру, из-за возможного «пугающего присутствия их предполагаемых растлителей». Эти нововведения обусловили ряд громких и спорных дел, обвиняемыми по которым оказывались подростки (часть из них была полностью оправдана), ряд методик, применявшихся специалистами по психическому здоровью с использованием специальных методов, впоследствии были признаны ненаучными и классифицировались как современная версия охоты на ведьм. Также инициировала создание суда по делам о наркотиках (Drug courts in the United States), который впоследствии был распространен в других частях страны. В мае 1980 г. она возбудила уголовное дело против пятерых белых полицейских, которых обвинили в избиении до смерти черного страхового агента по имени Артур Макдаффи. Все полицейские были оправданы. В результате последовавших беспорядков в Майами было убито восемнадцать человек, а мародеры в Либерти-Сити гневно скандировали «Рено! Рено! Рено!». Она встретилась почти со всеми своими критиками, а через несколько месяцев была переизбрана на пост прокурора.
11 февраля 1993 г. президент США Билл Клинтон назначил её на должность Генерального прокурора, 11 марта Сенат подтвердил это назначение. Занимала свой пост все восемь лет президентского срока Клинтона, до 2001 г. На этом посту приняла решения об изменении правила проведения опросов очевидцев и лабораторных протоколов, повышающих роль ДНК-тестирования. В этот период министерство юстиции было активным участником следующих ключевых событий: Осады «Маунт Кармел», рассмотрение иска против компании Microsoft за нарушение антимонопольного Акта Шермана (министерство юстиции заявило, что Microsoft объединяет свой браузер с операционной системой, чтобы снизить конкуренцию с другими производителями браузеров), судебное преследование экстремистской организации «Свободные люди Монтаны», арест и осуждение Теодора Казински и ряда других.
В 1994 г. она уполномочила специального советника Роберта Фиске расследовать причастность Билла Клинтона к Уайтуотеру, событиям, связанным с деловыми отношениями главы Белого дома во время его пребывания на посту губернатора Арканзаса. По результатам шестимесячного расследования не было установлено никакой связи между Уайтуотером и самоубийством бывшего заместителя адвоката Белого дома Винса Фостера. Однако коллегия судей Апелляционного суда США постановила, что налицо конфликт интересов, поскольку Генеральный прокурор является подчиненным президента, и расследование было возобновлено в статусе независимого. Также Генпрокурор стала субъектом инцидента, связанного с тем, что она не передала две записки Министерства юстиции, касающиеся спорных моментов в финансировании кампании, во время импичмента президента Билла Клинтона.
В 2002 г. выдвигала свою кандидатуру на пост губернатора Флориды, но на первичных выборах демократов уступила с минимальным отрывом Биллу МакБрайду (44 % против 44,4 %), поэтому в течение недели она не признавала свое поражение. После этого совершила поездку по стране, выступая с лекциями по темам, связанным с системой уголовного правосудия. В марте 2006 г. она выступила на конференции по криминологии в Пенсильванском университете. Там она заявила, что система образования в Соединенных Штатах нуждается в улучшении, поскольку существует связь между качеством образования и уровнем преступности. Кроме того, она указала на недофинансирование и неэффективность работы судов по делам несовершеннолетних.
В 2004 г. стала одним из основателей совета директоров Innocence Project, некоммерческой организации, помогающей заключённым, которые могут быть реабилитированы с помощью анализа ДНК. В 2013 г. была избрана почётным директором Совета директоров этой организации.

## Награды
В 1993 г. журнал Glamour признал её одной из «Женщин года». В 2000 году она была введена в Национальный зал славы женщин США. В марте 2008 года ей была присуждена Премия профессионализма Совета по управлению судебными процессами, а в апреле 2009 года — Рино была удостоена Премии справедливости Американского общества юстиции (American Judicature Society) (AJS).